# Bruisyard
Bruisyard is een civil parish in het Engelse graafschap Suffolk.